# Roseau (Minnesota)
Roseau ist eine Kleinstadt (mit dem Status „City“) und Verwaltungssitz des gleichnamigen Roseau County im US-amerikanischen Bundesstaat Minnesota. Das U.S. Census Bureau hat bei der Volkszählung 2020 eine Einwohnerzahl von 2.744 ermittelt.

## Geografie
Roseau liegt im Nordwesten des Bundesstaates, etwa 16 Kilometer südlich der Grenze zu Kanada. Durch die Stadt fließt der Roseau River. Die geografischen Koordinaten von Roseau sind 48°50′48″ nördlicher Breite und 95°45′39″ westlicher Länge. Die Stadt erstreckt sich über eine Fläche von 6,2 km².
Benachbarte Orte von Roseau sind Salol (14,8 km östlich), Badger (21,4 km westsüdwestlich) und South Junction in der kanadischen Provinz Manitoba (22 km nördlich).
Die nächstgelegenen größeren Städte sind Fargo in North Dakota (283 km südsüdwestlich), Winnipeg in der kanadischen Provinz Manitoba (185 km nordwestlich), Thunder Bay in der kanadischen Provinz Ontario am Oberen See (534 km östlich), Duluth am Oberen See (439 km südöstlich) und Minneapolis (556 km südsüdöstlich).

## Verkehr
Im Stadtgebiet von Roseau treffen die Minnesota State Routes 11, 89 und 310 zusammen. Alle weiteren Straßen sind untergeordnete und teils unbefestigte Fahrwege sowie innerörtliche Verbindungsstraßen.
Durch das Stadtgebiet von Roseau verläuft in West-Ost-Richtung eine Eisenbahnlinie der Minnesota Northern Railroad, einer regionalen (Class III) Eisenbahngesellschaft.
Die nächsten Regionalflughäfen sind der Falls International Airport in International Falls (192 km östlich) und der Grand Forks International Airport in North Dakota (197 km südwestlich). Die nächsten größeren Flughäfen sind der Hector International Airport in Fargo in North Dakota (293 km südsüdwestlich), der Winnipeg James Armstrong Richardson International Airport (194 km nordwestlich) und der Minneapolis-Saint Paul International Airport (580 km südsüdöstlich).

## Geschichte
Nachdem schon 1822 ein Pelz-Handelsposten am Roseau River erbaut worden war, dauerte es noch bis 1890, als sich die ersten Siedler dauerhaft niederließen und eine Ortschaft bildeten. 1895 erhielt Roseau die Stadtrechte. Zu dieser Zeit lebten dort rund 600 Einwohner.

## Demografische Daten
Nach der Volkszählung im Jahr 2010 lebten in Roseau 2633 Menschen in 1142 Haushalten. Die Bevölkerungsdichte betrug 424,7 Einwohner pro Quadratkilometer. In den 1142 Haushalten lebten statistisch je 2,23 Personen.
Ethnisch betrachtet setzte sich die Bevölkerung zusammen aus 97,6 Prozent Weißen, 0,3 Prozent Afroamerikanern, 0,6 Prozent amerikanischen Ureinwohnern, 0,4 Prozent Asiaten sowie 0,1 Prozent aus anderen ethnischen Gruppen; 0,9 Prozent stammten von zwei oder mehr Ethnien ab. Unabhängig von der ethnischen Zugehörigkeit waren 1,1 Prozent der Bevölkerung spanischer oder lateinamerikanischer Abstammung.
26,1 Prozent der Bevölkerung waren unter 18 Jahre alt, 56,2 Prozent waren zwischen 18 und 64 und 17,7 Prozent waren 65 Jahre oder älter. 52,8 Prozent der Bevölkerung war weiblich.

Das mittlere jährliche Einkommen eines Haushalts lag bei 43.867 USD. Das Pro-Kopf-Einkommen betrug 20.736 USD. 21,7 Prozent der Einwohner lebten unterhalb der Armutsgrenze.

## Bekannte Bewohner
- Phil Bengtson (1913–1994), American-Football-Trainer (Green Bay Packers)
- Liz Anderson (1927–2011), Country-Sängerin und -Songschreiberin
- Robert Bergland (1928–2018), Politiker
- Adrian M. Wenner (1928–2023), Biologe und Entomologe
- Rube Bjorkman (* 1929), Eishockeyspieler und -trainer
- Mike Baumgartner (* 1949), Eishockeyspieler
- Neal Broten (* 1959), Eishockeyspieler
- Aaron Broten (* 1960), Eishockeyspieler
- Paul Broten (* 1965), Eishockeyspieler
- David Lundbohm (* 1979), Eishockeyspieler
- Garrett Hedlund (* 1984), Schauspieler
- Aaron Ness (* 1990), Eishockeyspieler

## Wirtschaft
Der Fahrzeughersteller Polaris Industries hat seine Ursprünge in Roseau und betreibt dort eine Entwicklungs- und Produktionsstätte.

## Sport
Eishockey ist in Roseau von besonderer Bedeutung. Im Highschool-Sport gehören die Roseau Rams zu den erfolgreichsten und traditionsreichsten Mannschaften in Minnesota. Bekannte Eishockeyspieler aus Roseau sind etwa die Broten-Brüder, Dustin Byfuglien und Bryan Erickson.